# سامسونج رجبي سمارت
سامسونج رجبي سمارت (بالإنجليزية: Samsung Rugby Smart)‏ هو هاتف ذكي من إلكترونيات سامسونج يعمل بنظام أندرويد، تم طرحه في الأسواق في أبريل 2012.

## الخصائص
- نظام التشغيل: أندرويد
- الكاميرا الأمامية: 3,1 ميجابكسل
- الكاميرا الخلفية: 04 ميجابكسل
- الوزن: 125 غ (4.4 أونصة)
- المعالج: 1400 ميجا هرتز

## وصلات خارجية
- الموقع الإلكتروني